# Trepivka, Znameanka
Trepivka (în ucraineană Трепівка) este localitatea de reședință a comunei Trepivka din raionul Znameanka, regiunea Kirovohrad, Ucraina.

## Demografie
Componența lingvistică a localității Trepivka
     Ucraineană (97,31%)
     Rusă (2,46%)
     Alte limbi (0,16%)
Conform recensământului din 2001, majoritatea populației localității Trepivka era vorbitoare de ucraineană (97,31%), existând în minoritate și vorbitori de rusă (2,46%).